# Mario Falco
Mario Falco (Torino, 11 marzo 1884 – Alberone, 4 ottobre 1943) è stato un giurista italiano, noto soprattutto per i suoi studi sul diritto ecclesiastico e come autore della Legge Falco che nel 1930 venne a regolare i rapporti tra lo Stato italiano fascista e le comunità ebraiche dopo i Patti Lateranensi del 1929.

## Biografia
Mario Falco nasce a Torino da una famiglia ebraica. Il padre, Achille, è un commerciante torinese con interessi anche in Estremo Oriente, mentre la madre, Annetta Pavia, proviene da Casale Monferrato. Secondogenito, dei suoi fratelli si ricorda lo storico Giorgio.
Studia al liceo classico Massimo d'Azeglio per passare poi all'Università di Torino dove si laurea in giurisprudenza nel 1906, presentando una tesi sul diritto ecclesiastico con relatore Francesco Ruffini. Seguendo l'esempio del maestro, si perfeziona a Lipsia con Emil Albert Friedberg e Ulrich Stutz; quest'ultimo, proprio in quegli anni, sta definendo la sua teoria sulla "spiritualizzazione" del diritto canonico e va sviluppando la tesi secondo cui, a livello didattico, il diritto ecclesiastico doveva essere separato dalla storia.
Giovanissimo diviene professore di diritto ecclesiastico all'Università di Macerata nel 1911, per poi trasferirsi l'anno successivo all'Università di Parma. Allo scoppio della prima guerra mondiale Falco si schiera con gli interventisti e prende parte attiva alla guerra prima come sottotenente di complemento del genio (50º reggimento, minatori), poi come maggiore di complemento nel corpo della giustizia militare (avvocato militare della 9ª armata). Nel 1924 è nominato Professore di diritto ecclesiastico all'Università Statale di Milano, dove svolgerà il resto della sua carriera accademica.
Il matrimonio nel 1922 con Gabriella Ravenna pone Falco in contatto con ambienti ebraici più religiosi e al tempo stesso lo carica di più dirette responsabilità politiche. Il suocero Felice Ravenna è primo presidente della Federazione sionista italiana e sarà presidente dell'Unione delle comunità israelitiche italiane dal 1931 al 1937. 
Con il suocero, Mario Falco è protagonista delle lunghe trattative che dopo la firma del Patti Lateranensi portano nel 1930 all'approvazione della Legge Falco che regola i rapporti tra lo stato fascista e le comunità ebraiche. Nonostante che il regime mirasse essenzialmente ad un maggior controllo delle comunità ebraiche, la Legge Falco è accolta con favore dagli ebrei italiani in quanto garantiva sufficienti margini di libertà di culto ed introduceva criteri di modernizzazione e razionalizzazione nell'organizzazione delle comunità stesse. 
Negli anni '30 Falco cerca di porsi in una posizione di mediazione con il regime. Mantiene i consolidati rapporti di amicizia con Benedetto Croce e Arturo Carlo Jemolo e gli ambienti laici e ebraici di opposizione. Al tempo stesso si impegna in prima persona in una serie di conferenze nel 1931 a Milano, Ferrara, Modena, Trieste e Torino per illustrare i vantaggi di una collaborazione con il regime e dal 31 luglio 1933 risulta iscritto al Partito nazionale fascista. Ogni suo sforzo risulta vano comunque di fronte al prevalere nel fascismo della corrente antisemita. Nel 1938 è anch'egli costretto a lasciare il lavoro universitario a causa delle Leggi razziali fasciste. Stessa sorte colpisce il fratello minore di Mario, Giorgio Falco anch'egli accademico e specialista di storia medievale all'Università di Torino. 
Negli anni seguenti Mario Falco si riavvicina agli ambienti antifascisti. La morte lo coglie per una crisi cardiaca all'indomani dell'8 settembre 1943 nella casa di alcuni contadini dei Ravenna in Alberone di Ro (in provincia di Ferrara), dove si era rifugiato, con la famiglia, per sfuggire alle deportazioni. Mario Falco sarà sepolto al cimitero ebraico di Ferrara; la vedova, le figlie e il fratello Giorgio Falco saranno ospitati a Roma dall'amico Arturo Carlo Jemolo fino alla Liberazione.

## Opere
- Il riordinamento della proprietà ecclesiastica: progetti italiani e sistemi germanici (1910)
- Le disposizioni pro anima (1911)
- Il concetto giuridico di separazione della Chiesa dallo Stato (1913)
- Introduzione allo studio del "Codex iuris canonici" (1925)
- Corso di diritto ecclesiastico (1930; 4a ed ampliata 1938).